# N-(4-叔丁基苯基)-1-萘胺
N-(4-叔丁基苯基)-1-萘胺是一种有机化合物，化学式为C20H21N。它可由4-叔丁基溴苯和1-萘胺在叔丁醇钠存在下、钯配合物催化下反应制得。它和4-溴苯硼酸在类似条件下反应，可以得到N-(1-萘基)-N-(4-叔丁基苯基)-4-氨基苯硼酸。